# بوبي روس
بوبي روس (بالإنجليزية: Bobby Ross)‏ (10 مايو 1942 بإدنبرة في المملكة المتحدة - ) هو لاعب كرة قدم بريطاني في مركز الهجوم. لعب مع شروزبري تاون وكامبريدج يونايتد ونادي برينتفورد وهارت أوف ميدلوثيان ونادي هايز.